# 怒江悬钩子
怒江悬钩子（学名：Rubus salwinensis）是蔷薇科悬钩子属的植物，是中国的特有植物。分布于中国大陆的云南等地，生长于海拔1,800米至2,500米的地区，见于山沟林边，目前尚未由人工引种栽培。